# Karstein
Karstein är ett berg i Österrike.   Det ligger i distriktet Kitzbühel och förbundslandet Tyrolen, i den centrala delen av landet, 300 km väster om huvudstaden Wien. Toppen på Karstein är 1 922 meter över havet.
Terrängen runt Karstein är kuperad åt sydost, men åt nordväst är den bergig. Närmaste större samhälle är Fieberbrunn, 5,3 km nordost om Karstein. 
Trakten runt Karstein består i huvudsak av gräsmarker. Runt Karstein är det ganska glesbefolkat, med 34 invånare per kvadratkilometer.